# 12598 Sierra
A 12598 Sierra (ideiglenes jelöléssel 1999 RC159) a Naprendszer kisbolygóövében található aszteroida. A LINEAR projekt keretében fedezték fel 1999. szeptember 9-én.